# فرناندو لوغو
فرناندو لوغو مينديز (بالإسبانية: Fernando Armando Lugo Méndez)‏ (من مواليد 30 مايو 1951 في سان سولانو باراغواي) وهو رجل سياسي وأسقف براغواني. كان رئيس باراغواي منذ 15 أغسطس 2008 إلى 2012. أقاله البرلمان بعد على خلفية مواجهات أدت إلى مقتل 11 قرويًا و6 من رجال الشرطة.
عضو من التحالف الوطني من أجل التغيير ، وأنتخب رئيسا لجمهورية باراغواي في 20 نيسان / أبريل 2008 بنسبة 40.8 ٪ من الاصوات مقابل 30.8 ٪ من الأصوات لمنافسه الرئيسي بلانكا أوفيلار، حزب كولورادو .

## حياته
كان طالب سابق في علم الاجتماع، ولد في أسرة فقيرة في مقاطعة "Itapúa" (إيتابويّا) على الحدود مع الأرجنتين.وهو أصغر من ستة اشقاء في عائلته.وكان والده سجن وعذّب ، وثلاثة من اشقائه الذين كانوافي المنفى منذ أكثر من عشرين عاما وذلك تحت حكم دكتاتوري في ذلك الوقت.

## روابط خارجية
- فرناندو لوغو على موقع الموسوعة البريطانية (الإنجليزية)
- فرناندو لوغو على موقع مونزينجر (الألمانية)
- فرناندو لوغو على موقع إن إن دي بي (الإنجليزية)